# Rivaliteten mellan Malmö FF och IFK Malmö

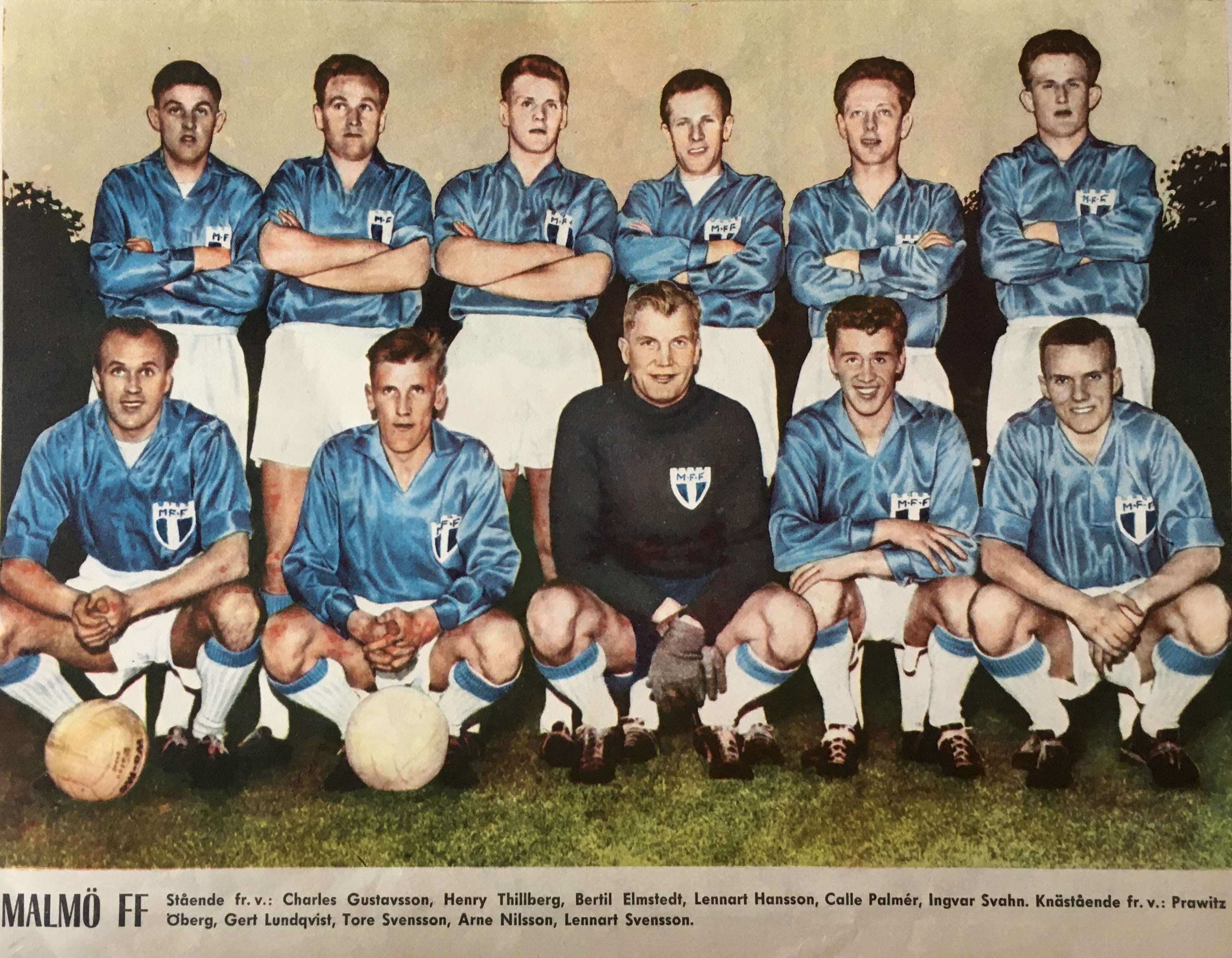
Malmö FF:s lag 1960 med bland andra Charles Gustafsson, Henry Thillberg, Bertil Elmstedt, Calle Palmér, Ingvar Svahn, Prawitz Öberg och Tore Svensson.

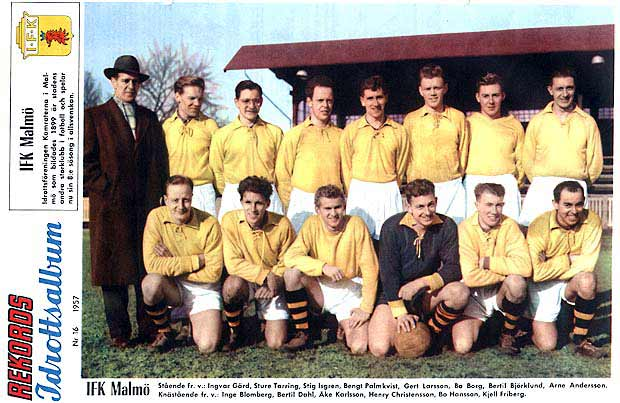
IFK Malmö:s lag 1957 med den tidigare landslagsspelaren Ingvar Gärd som tränare.

Rivaliteten mellan Malmö FF och IFK Malmö är en företeelse inom svensk fotboll. 
Malmöderbyt, mötet mellan Malmö FF och IFK Malmö, var ett lokalt derby i Skåne och innefattade en hård rivalitet mellan klubbarna från början av 1910-talet fram till 1960-talet, då klubbarna nästintill regelbundet spelade mot varandra. Historien om rivaliteten mellan klubbarna går tillbaka till 1909 då BK Idrott anslöt sig till IFK Malmös fotbollssektion, men senare bröt sig loss från klubben 1910 på grund av skillnad mellan klubbarna.
Grundarna av BK Idrott grundade sedan Malmö FF 1910. IFK Malmö är Malmös äldsta fotbollsklubb, som grundades 1899, klubbarna spelade mot varandra i det regionala "distriktsmästerskapet". Senaste gången klubbarna mötes i samma serie var 1962, när de båda klubbarna spelade i Allsvenskan. IFK Malmö åkte ur serien det året och har inte återvänt sedan dess, medan Malmö FF spelat i Allsvenskan sedan 1931 med undantag för tre säsonger.
Rivaliteten mellan klubbarna minskade när de inte längre spelade i samma serie, även om de spelat mot varandra en gång efter detta. Det skedde den 13 augusti 1986 i Svenska cupen, en match som Malmö FF vann med 3–1.

## Rivalitet
Rivaliteten är främst av geografisk karaktär eftersom bägge lagen är från Malmö, men även om det ofta påstås att politik och idrott inte hör ihop, berodde den också på att IFK Malmö var medelklassens lag, medan MFF var arbetarnas. En viktig orsak till rivaliteten är också en incident 1934 med enligt ryktet  båda klubbars inblandning. Malmö FF diskvalificerades från Allsvenskan som ett straff för att bryta mot amatörbestämmelserna, klubben hade betalat sina spelare en liten summa pengar för varje match. Även om detta var emot reglerna var det vanligt på den tiden. Malmö FF var dock den enda klubb, som skrev in det i sin bokföring. Utöver nedflyttning till division 2 drabbades klubben av en avstängning, som gällde hela styrelsen samt 26 spelare. Den lokala pressen antydde, att lokalrivalen IFK Malmö rapporterade brottet till Svenska Fotbollförbundet.

## Statistik

### Matchstatistik
|            | Malmö FF:s vinster | Oavgjorda matcher | IFK Malmö:s vinster |
| ---------- | ------------------ | ----------------- | ------------------- |
| Ligan      | 15                 | 5                 | 7                   |
| Cuper      | 17                 | 5                 | 12                  |
| Sammanlagt | 32                 | 10                | 19                  |

### Medalj
| Klubb     | Guld | S.silver | L.silver | Brons |
| --------- | ---- | -------- | -------- | ----- |
| Malmö FF  | 26   | 15       | 10       | 8     |
| IFK Malmö | 0    | 1        | 0        | 0     |

## Resultat genom åren
| Datum             | Arena         | Publik | Resultat | Tävling           |
| ----------------- | ------------- | ------ | -------- | ----------------- |
| 28 maj 1922       | Malmö IP      | 1 535  | 0–1      | Svenska serien    |
| 13 augusti 1926   | Malmö IP      | 1 597  | 3–0      | Sydsvenska serien |
| 5 augusti 1927    | Malmö IP      | 2 297  | 0–5      | Sydsvenska serien |
| 13 maj 1932       | Malmö IP      | 8 262  | 3–2      | Allsvenskan       |
| 24 maj 1935       | Malmö IP      | 8 872  | 3–1      | Division 2 Södra  |
| 8 maj 1936        | Malmö IP      | 6 668  | 3–0      | Division 2 Södra  |
| 22 augusti 1952   | Malmö IP      | 18 485 | 4–1      | Allsvenskan       |
| 24 maj 1957       | Malmö IP      | 20 086 | 0–0      | Allsvenskan       |
| 2 augusti 1957    | Malmö IP      | 15 481 | 3–0      | Allsvenskan       |
| 8 augusti 1958    | Malmö Stadion | 16 733 | 4–4      | Allsvenskan       |
| 3 juni 1959       | Malmö Stadion | 17 776 | 3–0      | Allsvenskan       |
| 24 augusti 1960   | Malmö Stadion | 27 201 | 3–1      | Allsvenskan       |
| 17 augusti 1961   | Malmö Stadion | 18 306 | 1–0      | Allsvenskan       |
| 12 september 1962 | Malmö Stadion | 14 053 | 0–1      | Allsvenskan       |

| Malmö FF:s vinster | IFK Malmö:s vinster | Oavgjorda |
| ------------------ | ------------------- | --------- |
| 9                  | 3                   | 2         |

| Datum            | Arena         | Publik | Resultat | Tävling           |
| ---------------- | ------------- | ------ | -------- | ----------------- |
| 8 oktober 1922   | Malmö IP      | 1 602  | 2–0      | Svenska serien    |
| 17 oktober 1926  | Malmö IP      | 2 390  | 4–1      | Sydsvenska serien |
| 25 maj 1928      | Malmö IP      | 4 125  | 2–2      | Sydsvenska serien |
| 23 augusti 1931  | Malmö IP      | 8 447  | 1–2      | Allsvenskan       |
| 2 september 1934 | Malmö IP      | 10 094 | 2–2      | Division 2 Södra  |
| 9 augusti 1935   | Malmö IP      | 8 491  | 3–6      | Division 2 Södra  |
| 20 maj 1953      | Malmö IP      | 17 296 | 1–2      | Allsvenskan       |
| 15 augusti 1956  | Malmö IP      | 20 533 | 0–0      | Allsvenskan       |
| 2 november 1957  | Malmö IP      | 12 155 | 1–3      | Allsvenskan       |
| 20 augusti 1959  | Malmö Stadion | 17 141 | 1–2      | Allsvenskan       |
| 11 maj 1960      | Malmö Stadion | 24 917 | 1–0      | Allsvenskan       |
| 1 juni 1961      | Malmö Stadion | 21 251 | 1–0      | Allsvenskan       |
| 3 maj 1962       | Malmö Stadion | 14 719 | 1–2      | Allsvenskan       |

| IFK Malmö:s vinster | Malmö FF:s vinster | Oavgjorda |
| ------------------- | ------------------ | --------- |
| 4                   | 6                  | 3         |

### Resultat i cupmatcher
| Datum            | Arena                | Publik | Matcher   | Matcher  | Matcher   | Tävling                                     |
| Datum            | Arena                | Publik | Lag 1     | Resultat | Lag 2     | Tävling                                     |
| ---------------- | -------------------- | ------ | --------- | -------- | --------- | ------------------------------------------- |
| 27 juni 1911     | Malmö IP             | Okänt  | Malmö FF  | 4–2      | IFK Malmö | Distriktsmästerskapet (Kvartsfinal)         |
| 7 juli 1912      | Idrottsplats, bortre | Okänt  | IFK Malmö | 4–2      | Malmö FF  | Distriktsmästerskapet (Semifinal)           |
| 6 juli 1913      | Malmö IP             | Okänt  | Malmö FF  | 1–1      | IFK Malmö | Distriktsmästerskapet (Semifinal)           |
| 15 juli 1913     | Malmö IP             | Okänt  | IFK Malmö | 8–7      | Malmö FF  | Distriktsmästerskapet (Semifinal, omspel)   |
| 14 juni 1914     | Malmö IP             | Okänt  | IFK Malmö | 1–0      | Malmö FF  | Distriktsmästerskapet (Semifinal)           |
| 30 maj 1915      | Malmö IP             | Okänt  | IFK Malmö | 7–4      | Malmö FF  | Distriktsmästerskapet (Kvartsfinal)         |
| 28 maj 1916      | Malmö IP             | Okänt  | Malmö FF  | 4–1      | IFK Malmö | Distriktsmästerskapet (Kvartsfinal)         |
| 22 juli 1917     | Malmö IP             | Okänt  | IFK Malmö | 3–1      | Malmö FF  | Distriktsmästerskapet (Semifinal)           |
| 2 augusti 1917   | Malmö IP             | 554    | IFK Malmö | 4–1      | Malmö FF  | Svenska mästerskapet (Andra kvalomgången)   |
| 10 juli 1918     | Malmö IP             | Okänt  | Malmö FF  | 2–2      | IFK Malmö | Distriktsmästerskapet (Semifinal)           |
| 31 juli 1918     | Malmö IP             | Okänt  | Malmö FF  | 4–0      | IFK Malmö | Distriktsmästerskapet (Semifinal, omspel)   |
| 11 juni 1919     | Malmö IP             | 1,268  | IFK Malmö | 2–0      | Malmö FF  | Svenska mästerskapet (Andra kvalomgången)   |
| 16 juli 1920     | Malmö IP             | Okänt  | IFK Malmö | 3–0      | Malmö FF  | Distriktsmästerskapet (Kvartsfinal)         |
| 4 augusti 1920   | Malmö IP             | Okänt  | Malmö FF  | 3–3      | IFK Malmö | Distriktsmästerskapet (Kvartsfinal, omspel) |
| 8 augusti 1920   | Malmö IP             | Okänt  | IFK Malmö | 2–2      | Malmö FF  | Distriktsmästerskapet (Kvartsfinal, omspel) |
| 14 augusti 1920  | Malmö IP             | Okänt  | IFK Malmö | 3–1      | Malmö FF  | Distriktsmästerskapet (Kvartsfinal, omspel) |
| 8 juli 1926      | Malmö IP             | Okänt  | Malmö FF  | 2–1      | IFK Malmö | Distriktsmästerskapet (Kvartsfinal)         |
| 24 juli 1927     | Malmö IP             | Okänt  | Malmö FF  | 3–2      | IFK Malmö | Distriktsmästerskapet (Final)               |
| 27 juli 1928     | Malmö IP             | Okänt  | IFK Malmö | 4–1      | Malmö FF  | Distriktsmästerskapet (Semifinal)           |
| 19 juli 1931     | Malmö IP             | Okänt  | IFK Malmö | 2–1      | Malmö FF  | Distriktsmästerskapet (Semifinal)           |
| 24 maj 1934      | Malmö IP             | Okänt  | Malmö FF  | 4–1      | IFK Malmö | Distriktsmästerskapet (Okänd omgång)        |
| 21 november 1937 | Malmö IP             | Okänt  | Malmö FF  | 3–0      | IFK Malmö | Distriktsmästerskapet (Semifinal)           |
| 5 juli 1938      | Malmö IP             | Okänt  | Malmö FF  | 2–0      | IFK Malmö | Distriktsmästerskapet (Kvartsfinal)         |
| 12 juli 1940     | Malmö IP             | Okänt  | IFK Malmö | 2–1      | Malmö FF  | Distriktsmästerskapet (Okänd omgång)        |
| 7 juli 1943      | Malmö IP             | Okänt  | Malmö FF  | 4–1      | IFK Malmö | Distriktsmästerskapet (Kvartsfinal)         |
| 24 juli 1946     | Malmö IP             | Okänt  | Malmö FF  | 3–1      | IFK Malmö | Distriktsmästerskapet (Semifinal)           |
| 16 juli 1947     | Malmö IP             | Okänt  | Malmö FF  | 4–1      | IFK Malmö | Distriktsmästerskapet (Kvartsfinal)         |
| 15 november 1953 | Malmö IP             | Okänt  | Malmö FF  | 1–0      | IFK Malmö | Distriktsmästerskapet (Kvartsfinal)         |
| 12 juni 1955     | Malmö IP             | Okänt  | Malmö FF  | 1–0      | IFK Malmö | Distriktsmästerskapet (Semifinal)           |
| 31 mars 1956     | Malmö IP             | Okänt  | IFK Malmö | 0–0      | Malmö FF  | Distriktsmästerskapet (Final)               |
| 3 november 1956  | Malmö IP             | Okänt  | Malmö FF  | 2–1      | IFK Malmö | Distriktsmästerskapet (Final, omspel)       |
| 15 juli 1960     | Malmö Stadion        | Okänt  | Malmö FF  | 5–3      | IFK Malmö | Distriktsmästerskapet (Semifinal)           |
| 7 november 1964  | Malmö IP             | Okänt  | Malmö FF  | 3–2      | IFK Malmö | Distriktsmästerskapet (Semifinal)           |
| 13 augusti 1986  | Malmö Stadion        | 1,820  | IFK Malmö | 1–3      | Malmö FF  | Svenska cupen (Omg. 6)                      |

| Malmö FF:s vinster | IFK Malmö:s vinster | Oavgjorda |
| ------------------ | ------------------- | --------- |
| 17                 | 12                  | 5         |

## Publiksiffror

### Genom tiderna
Topp 10 publiksiffror genom tiderna:
| Säsong    | Lag       | Lag       | Resultat | Publiksiffra | Arena         |
| Säsong    | Hemmalag  | Bortalag  | Resultat | Publiksiffra | Arena         |
| --------- | --------- | --------- | -------- | ------------ | ------------- |
| 1960      | Malmö FF  | IFK Malmö | 3–1      | 27 201       | Malmö Stadion |
| 1960      | IFK Malmö | Malmö FF  | 1–0      | 24 917       | Malmö Stadion |
| 1961      | IFK Malmö | Malmö FF  | 1–0      | 21 251       | Malmö Stadion |
| 1956/1957 | IFK Malmö | Malmö FF  | 0–0      | 20 533       | Malmö IP      |
| 1957/1958 | Malmö FF  | IFK Malmö | 0–0      | 20 086       | Malmö IP      |
| 1952/1953 | Malmö FF  | IFK Malmö | 4–1      | 18 485       | Malmö IP      |
| 1961      | Malmö FF  | IFK Malmö | 1–0      | 18 306       | Malmö Stadion |
| 1959      | Malmö FF  | IFK Malmö | 3–0      | 17 776       | Malmö Stadion |
| 1952/1953 | IFK Malmö | Malmö FF  | 1–2      | 17 296       | Malmö IP      |
| 1959      | IFK Malmö | Malmö FF  | 1–2      | 17 141       | Malmö Stadion |